# 朱羅姬
《朱羅姬》（日语：シュラキ，朱羅姫）是由Red Entertainment及Good Smile Company的聯合企劃。

## 登場人物

### 主要人物
美城 曉（聲優：小清水亞美）
本作女主角，17歲，身高158cm。
居住在日本農村—樺桜（かぐら）市的高中生少女。
神薙之刃：日本刀『黄泉乃夢 （よみのむ）』、『蒼乃癒鬼 （あおのゆき）』
 天淚之衣：水手服
柳 妹鳳（聲優：飯塚雅弓）
中國出身的朱羅姬，17歲，身高160cm。
神薙之刃：円月輪（えんげつりん）『銀乃蜜（ぎんのみつ）』
 天淚之衣：旗袍
夏爾（聲優：田村由香里）
法國出身的朱羅姬，17歲，身高158cm。
神薙之刃：レイピア『オレアード・ヴェーラ』
 天淚之衣：フランス貴族衣装
莉達（聲優：千葉紗子）
德國出身的朱羅姬，19歲，身高169cm。
神薙之刃：銃剣バヨネット『ニーベルグリフ』
 天淚之衣：軍服
里澤（聲優：新谷良子）
義大利出身的朱羅姬，19歲，身高163cm。
神薙之刃：槍斧ハルベルト『パクトウィズ』
 天淚之衣：ルネサンス衣装

## 產品

### 比例模型
(1/8スケールPVC塗装済完成品)
由figure、廣播劇CD以及一本小冊子三樣所組成。
- （發售日：2007年9月29日）
- （發售日：2007年11月21日）
- （發售日：2008年1月10日）
- （發售日：2008年5月13日）
- （發售日：2008年5月30日）

### 小說
作者：沢上 水也；出版商：廣済堂出版；2009年12月25日；ISBN 978-4331900208）
作者：沢上 水也；出版商：廣済堂出版；；2009年12月25日；ISBN 978-4331900215）
作者：沢上 水也；出版商：廣済堂出版；；2010年6月30日；ISBN 978-4331900307）
作者：威 成一；出版商：廣済堂出版；；2010年7月23日；ISBN 978-4331900383）
作者：虎ゐ 春人；出版商：廣済堂出版；；2010年10月8日；ISBN 978-4331900437）
作者：虎ゐ 春人；出版商：アールビバン；；2011年1月14日；ISBN 978-4331900444）

### 漫畫
作畫：高槻 ナギー ；出版商：富士見書房；2008年8月9日；ISBN 978-4047125612）

## 主題曲
主題曲「SHURAKI」
主唱：JAM Project
角色歌「End of the Destiny」
歌 ：美城 曉 （CV：小清水 亞美）
作詞 ：kanoko
作曲 ：藤田順平(Elements Garden)
編曲 ：上松範康(Elements Garden)
角色歌「カケガエナイモノ。」
歌 ：柳妹鳳 （CV：飯塚 雅弓）
作詞 ：kanoko
作曲 ：上松範康(Elements Garden)
編曲 ：菊田大介(Elements Garden)
角色歌「Blue Eyes」
歌 ：シャル・ルズマン(CV：田村ゆかり)
作詞 ：kanoko
作曲 ・編曲 ：藤間 仁(Elements Garden)
角色歌「Anfang」
歌 ：ニーダ・シュトリッヒ （CV：千葉 紗子）
作詞 ：kanoko
作曲 ：藤田淳平（Elements Garden）
編曲 ：中山真斗 (Elements Garden)
角色歌「Clear Drops」
歌 ：リゼフィス・ルテティーヴァ・メンテ（CV：新谷 良子）
作詞 ：kanoko
作編曲 ：藤田淳平（Elements Garden）

## 廣播劇
- 第１話 「陥ちた流星」
- 第２話 「シュバルツシルトの伝説」
- 第３話 「楽園ヴィルデフラウ」
- 第４話 「ゼロとアカシックレコードの星座相」
- 第５話 「白鴉の翼を撫でて…」

## 用語
樺櫻市
朱羅姬
朧神
神薙之刃
天淚之衣

## 外部連結
- （日語） 官方網站 （页面存档备份，存于）